# Уир, Уоррен
Уоррен Уир (англ. Warren Weir, род. 31 октября 1989, Трелони, Ямайка) — ямайский бегун на короткие дистанции. Чемпион мира 2013 года в эстафете 4×100 м, серебряный призер чемпионата мира в беге на 200 метров.  Бронзовый призёр олимпийских игр 2012 года в беге на 200 метров.
В начале своей карьеры тренировался на дисциплину 110 метров с барьерами. В 2007 году стал чемпионом Ямайки среди юниоров в беге на 100 метров, а также серебряным призёром на дистанции 200 метров. В этом же году принял участие на Панамериканских играх среди юниоров на дистанции 110 метров с барьерами, но не смог выйти в финал. На мировом первенстве среди юниоров 2008 года дошёл до полуфинала в беге на 110 метров с/б. На чемпионате Ямайки 2012 года занял 3-е место с результатом 20,03 — это позволило ему войти в сборную страны для участия в олимпийских играх в Лондоне. Победитель Бриллиантовой лиги 2013 года.
В настоящее время тренируется у Глена Миллса, в одной группе с Усэйном Болтом и Йоханом Блэйком.

## Сезон 2014 года
14 июня стал победителем Adidas Grand Prix в беге на 200 метров — 19,82.

## Личные рекорды
- 100 метров — 10,02
- 200 метров — 19,79
- 400 метров — 46,10